# Archidiptera
Archidiptera là một phân bộ của bộ Diptera.